# 星野健一 (声優)
星野 健一（ほしの けんいち、10月3日 - ）は、日本の男性声優。大沢事務所所属。

## 来歴
茨城県出身。
声優にならなかったら旅客機のパイロットになりたかったといい、2022年8月5日付けのツイートでも子供の頃からB747の操縦席に座ってみたいと語っている。
中学時代に声優になろうと思ったが、その後は紆余曲折あり、20歳で養成所に入所したという。
パフォーミング・アート・センター卒業後、オフィスPACに所属。
2025年2月28日、同年3月31日付でオフィスPACが事業停止することに伴い、大沢事務所に移籍。

## 人物
特技は特殊無線技士免許、プログラミング。
妹と弟がいる。

## 出演

### テレビアニメ
2008年
- 忍者玉丸
- 名探偵コナン（野次馬）

2009年
- 機動戦士ガンダム00 セカンドシーズン（人革兵）
- 屍姫 玄（僧兵、東生派僧正、監査官）
- 鋼の錬金術師 FULLMETAL ALCHEMIST（2009年 - 2010年、憲兵、技師B、ブリッグズ兵B、兵士B）

2010年
- もっとTo LOVEる -とらぶる-（ギーちゃん）
- RAINBOW-二舎六房の七人-（取調官）

2011年
- UN-GO（客）

2014年
- ピンポン THE ANIMATION（主審）

2015年
- ルパン三世 PART IV（エージェントA）

2016年
- 機動戦士ガンダムUC RE:0096（連邦兵）

### 劇場アニメ
- LUPIN THE IIIRD 次元大介の墓標（2014年、新人警官[9]）

### OVA
- To LOVEる -とらぶる- OVA（2010年、ギーちゃん）※コミックス第17巻限定版に付属

### ゲーム
- ダンボール戦機ウォーズ（2013年、アンディ・ロックハート）
- グランブルーファンタジー（2014年）
- ニーア オートマタ（2017年）
- キングダム ハーツIII（2019年）
- ファイナルファンタジーVII リメイク インターグレード（2021年、ビリー・ボー[10]）
- ファイナルファンタジーXVI（2023年）

- ファイナルファンタジーVII リバース（2024年）

### ドラマCD
- マクロスF 娘ドラ◎ ドラ3（生徒A）
- 古事記project

### 吹き替え

#### 映画
- アベンジャーズ
- アメイジング・スパイダーマン2
- ウォー・マシーン: 戦争は話術だ!（コリー・スタッグガート〈ジョン・マガロ〉）
- エンジェル ウォーズ
- エンダーのゲーム（若いメイザー）
- キック・オーバー（バスケス）
- キャプテン・アメリカ/ザ・ファースト・アベンジャー
- キリングゲーム（クリス・フォード〈マイロ・ヴィンティミリア〉）
- グランド・ブダペスト・ホテル（ヘンケルス〈エドワード・ノートン〉）
- 三銃士/王妃の首飾りとダ・ヴィンチの飛行船 ※ソフト版
- ソルト
- ダウントン・アビー (映画)（トム・ブランソン〈アレン・リーチ〉[11]）
  - ダウントン・アビー/新たなる時代へ[12]
- デス・レース2（アパッチ）
- パラノーマル・アクティビティ/呪いの印（ジェシー）
- マイティ・ソー/ダーク・ワールド（黒人警官）
- ラストウィーク・オブ・サマー（タイラー・ハンソン）

#### ドラマ
- I AM 私の分岐点 シーズン2 #3（アンドリュー〈ジギー・ヒース〉[13]）
- ギルモア・ガールズ
- グッド・ワイフ2
- クリミナル・マインド 特命捜査班レッドセル
- 孔子（仲梁懐）
- ゴースト 〜天国からのささやき（ノア）
- コペンハーゲン/首相の決断
- ザ・パシフィック
- 新ビバリーヒルズ青春白書（アレン）
- しあわせの処方箋3
- 絶対彼氏〜My Perfect Darling〜（林課長）
- その冬、風が吹く（マンドゥ）
- ダウントン・アビー（トム・ブランソン〈アレン・リーチ〉）
- ダメージ4
- デクスター 〜警察官は殺人鬼7
- 花ざかりの君たちへ For You Full Blossom（ミン・ヒョンジェ〈カン・ハヌル〉）
- V（デービッド 他）
- ボードウォーク・エンパイア 欲望の街
- BONES5
- 僕の彼女は九尾狐
- ボクらを見る目（アントロン）
- ボルジア家 愛と欲望の教皇一族
- ホワイトカラー3
- ミス・マープル5 鏡は横にひび割れて
- メンタリスト
- リバーデイル（アーチー・アンドリュース〈KJ・アパ〉）

#### アニメ
- スター・ウォーズ/クローン・ウォーズ（ナイトブラザー2）
- タンタンの冒険/ユニコーン号の秘密
- 天才犬ピーボ博士のタイムトラベル
- ビッケはちいさなバイキング（チューレ）
- モンスターズ・ユニバーシティ（ジェイ）

### ボイスオーバー
- AMERICA-The Story of the US
- 検証!ボディ・ランゲージが語る歴史的瞬間
- 現代の驚異
- 古代からの発見3、4
- 世界終焉へのカウントダウン
- Dog Fight
- 地球ドラマチック
  - 「古代マヤ文字を解読せよ」
  - 「ドラゴンは生きていた!?」
- 逃亡犯の告白
- ノストラダムス・エフェクト
- Human Weapon
- プロジェクト・ランウェイ 6（クリストファー）
- ボーンヤード
- モデルズ・オブ・ランウェイ（クリストファー）

### ナレーション
- 牙狼-GARO- -GOLDSTORM- 翔 「特別編」
- ハンニバル（番組PRナレーション）
- アードマンの仲間たち
- ワコール「ガードルはいて、キレイになろう!ガードルで、胸キュン!」
- 9月のイチオシ!『アメリカン・クライム・ストーリー』特別ナビ（番組ナレーション）
- 第66期王将戦生中継完全ガイド（番組ナレーション）
- 龍の歯医者（番組PRナレーション）
- 囲碁将棋チャンネル「対談 井出裕太七冠」（番組ナレーション）

### 舞台
- 家族ゲーム
- ソープオペラ
- 四季染める虹
- 春望む星の六花
- 夏を溶かす雪
- 廃駅のオリオン
- うぬぼれ王子と歌う魔女
- 人形娘と罪を叶える歌
- エレべヱトル遁走曲（フーガ）
- ゴーレムレクイエム
- wakasagi-ワカサギ-

### オーディオブック
- オーディオブック「『教える』ということ　日本を救う、［尖った人］を増やすには」（朗読）